# ТМС-65
ТМС-65 — специальная машина Войск РХБЗ Российской Федерации, ранее Химических войск СССР.

## Описание
База машины — шасси грузового автомобиля Урал-375, на котором установлена поворотная платформа, с размещёнными на ней кабиной оператора и спецоборудованием для решения задач химического обеспечения, а также дополнительное оборудование обеспечения.
Машина ТМС-65 может проводить специальную обработку (дегазацию, дезинфекцию) газовым или газокапельным способом тяжёлой военной техники, оборудования, невысоких зданий и сооружений, а также проводить дезинфекцию районов (участков местности). Также ТМС-65 «умеет» ставить мощные дымовые завесы для скрытия действий своих войск от наблюдения противником.
Специальное оборудование ТМС-65 состоит из гидросистемы поворота платформы, турбореактивного двигателя ВК-1 (ТРД), закреплённого на поворотной платформе, гидроцилиндров подъёма/опускания ТРД, цистерны на 900 литров для авиационного керосина ТС-1 и системы питания топливом ТРД, цистерны для спецраствора (рабочей жидкости), системы подачи рабочей жидкости к соплу ТРД, системы пожаротушения ТРД и ряда других систем обеспечения.
Управление системами ТМС-65 и турбореактивным двигателем осуществляется из кабины оператора при помощи соответствующих органов управления, а силовое обеспечение запуска и поддержания работы систем — от коробки отбора мощности шасси Урала-375, при его работающем двигателе, и от двух танковых аккумуляторов большой мощности.

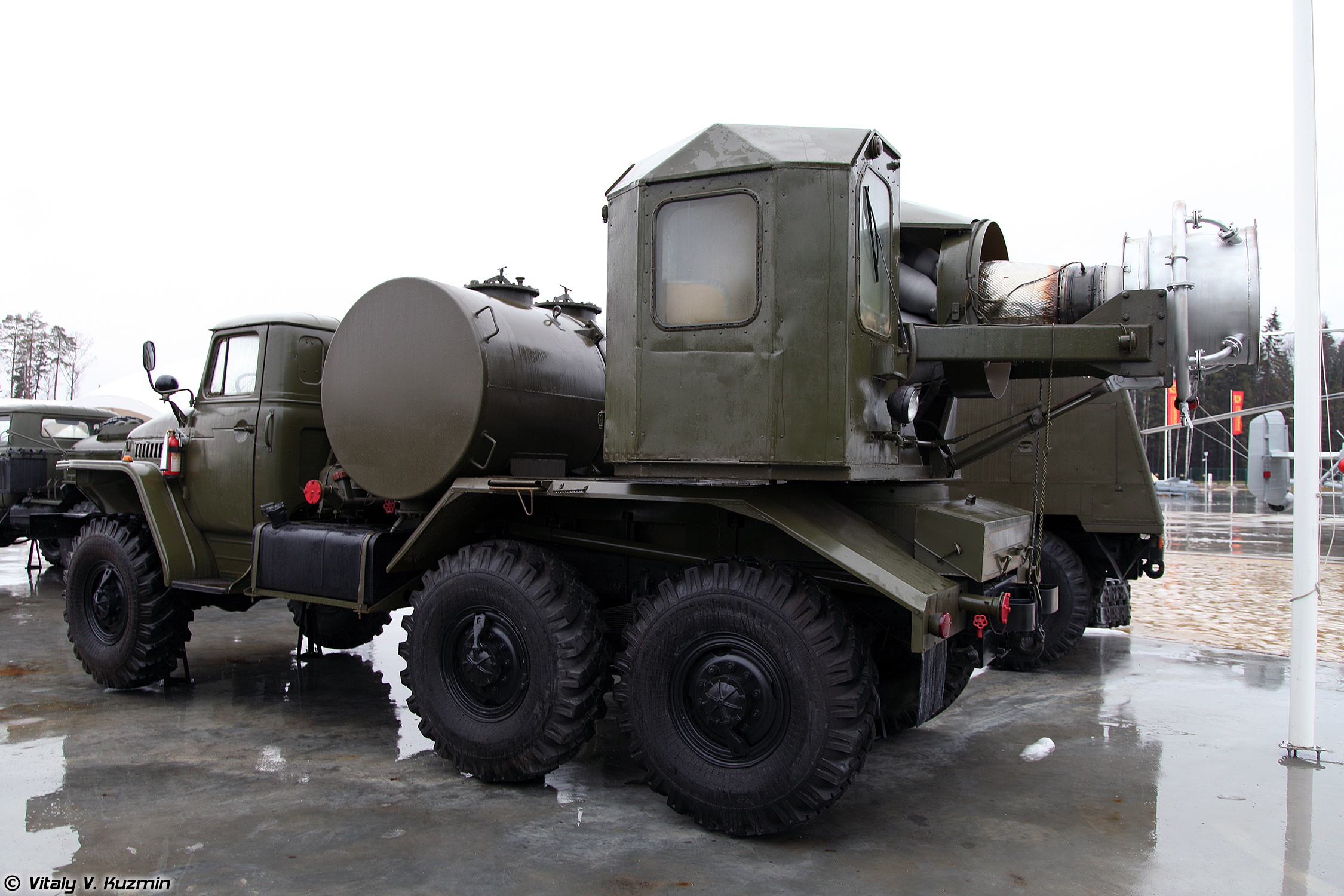
ТМС-65 в парке «Патриот» 6 декабря 2015 года
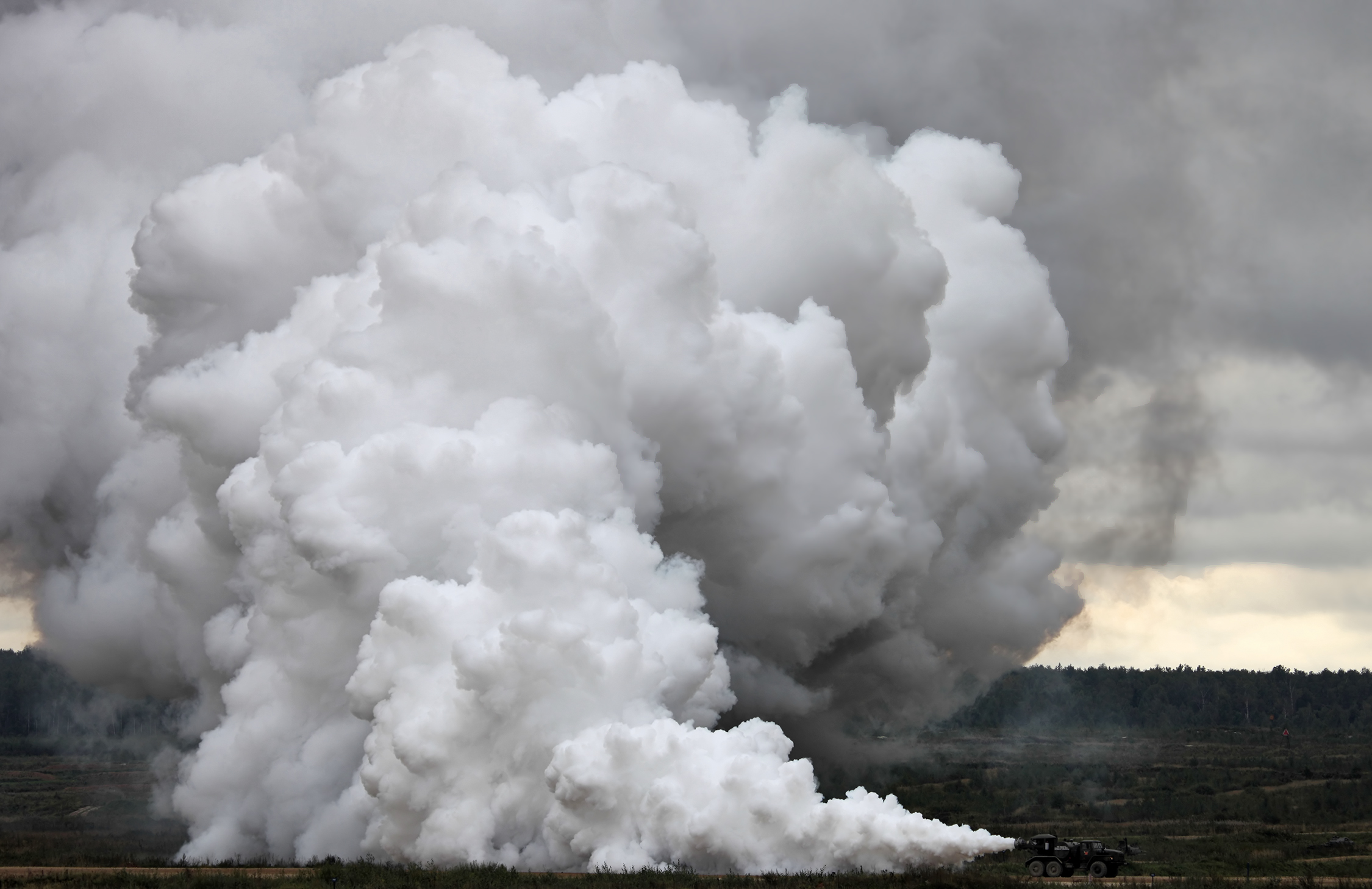
Постановка дымовой завесы при помощи ТМС-65У
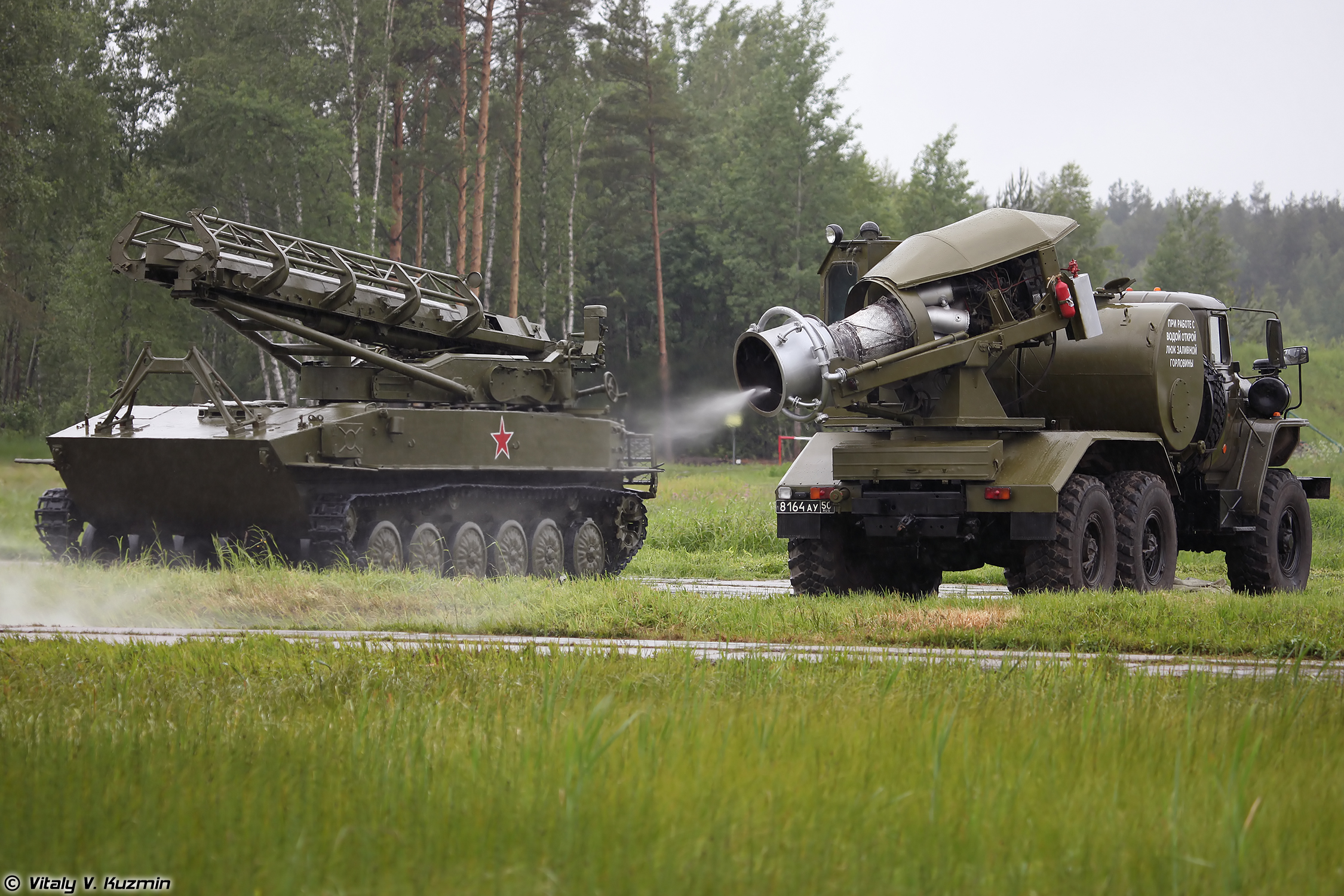
Специальная обработка техники при помощи ТМС-65У